# Привільне (Михайло-Лукашівська сільська громада)
Приві́льне — село в Україні, Запорізькому районі Запорізької області. Входить до складу Михайло-Лукашівської сільської громади. 
Площа села — 123,6 га., тут налічується 139 дворів. Кількість населення на 2007 рік — 1100 чоловік.

## Географія
Село Привільне знаходиться на відстані 1 км від села Богданівка та за 3 км від сіл Васильківське і Терсянка. По селу протікає пересихаючий струмок з загатою.
Село розташоване за 25 км від районного центру — міста Вільнянськ, за 50 км від обласного центру. 
Найближча залізнична станція — Новогупалівка, знаходиться за 13 км від села.

## Історія
Село Привільне заснували у 1920-х роках переселенці з Сумської та Чернігівської областей. 1930 року селяни Привільного об'єдналися в колгосп «Червоний партизан».
У 1932—1933 роках селяни пережили геноцид — Голодомор.
У передвоєнні роки тут проживав Герой Радянського Союзу льотчик Харченко Степан Андрійович (1915—1983).
З 24 серпня 1991 року село входить до складу незалежної України.
12 червня 2020 року, відповідно до розпорядження Кабінету Міністрів України № 713-р «Про визначення адміністративних центрів та затвердження територій територіальних громад Запорізької області», село увійшло до складу Михайло-Лукашівської сільської територіальної громади.
19 липня 2020 року, в результаті адміністративно-територіальної реформи та ліквідації Вільнянського району, село увійшло до складу новоутвореного Запорізького району.

## Сьогодення
Станом на 2000-ні року в центрі села знаходився радянський пам'ятник односельцям, що загинули під час Німецько-радянської війни на боці СРСР. 
У місцевій загальноосвітній школі — музей історії рідного краю. В селі працює магазин.
Підприємства: ФОП Максимча О.О., ФОП Максимча Б.О.